# Latalus uncinatus
Latalus uncinatus är en insektsart som beskrevs av Beamer och Leonard D. Tuthill 1934. Latalus uncinatus ingår i släktet Latalus och familjen dvärgstritar. Inga underarter finns listade i Catalogue of Life.